# 麻枝光一
麻枝 光一（まえだ こういち、本名：前田 耕一、1950年5月6日 - 2022年1月2日）は、日本の社会活動家、実業家。大阪府出身。NPO法人医療大麻を考える会代表。

## 人物
大阪外国語大学で朝鮮語を専攻し卒業後、サウジアラビア王立リヤド大学に2年間留学。イラク・バグダッドでの通訳業務や、放送大学講師（国際政治学・非常勤）、ビデオジャーナリストなどを経て、現在、東京で日本初の大麻・マリファナグッズ専門店「大麻堂」「ヘンプ・レストラン麻」などを経営している。
大麻の正しい理解を世界に広めるため日本でのマリファナ解禁を実現する事を目標に様々な活動を行っている。
中島らもの大麻取締法違反事件で入手を幇助したとして、2004年3月17日、懲役8ヶ月執行猶予3年の有罪判決を受けた。

## 著書
- 『マリファナ・トリップ 世界33ヶ国ドラッグ体験旅行』第三書館（原著1991-6）。ISBN 9784807491063。　※「鈴木麻亜玲」名義[注 1]
- 『マリファナ青春旅行〈上〉アジア・中近東編』幻冬舎〈幻冬舎アウトロー文庫〉（原著1997年11月）。ISBN 9784877285340。
- 『マリファナ青春旅行〈下〉南北アメリカ編』幻冬舎〈幻冬舎アウトロー文庫〉（原著1997年11月）。ISBN 9784877285357。